# Seznam kosmických letů programu Apollo

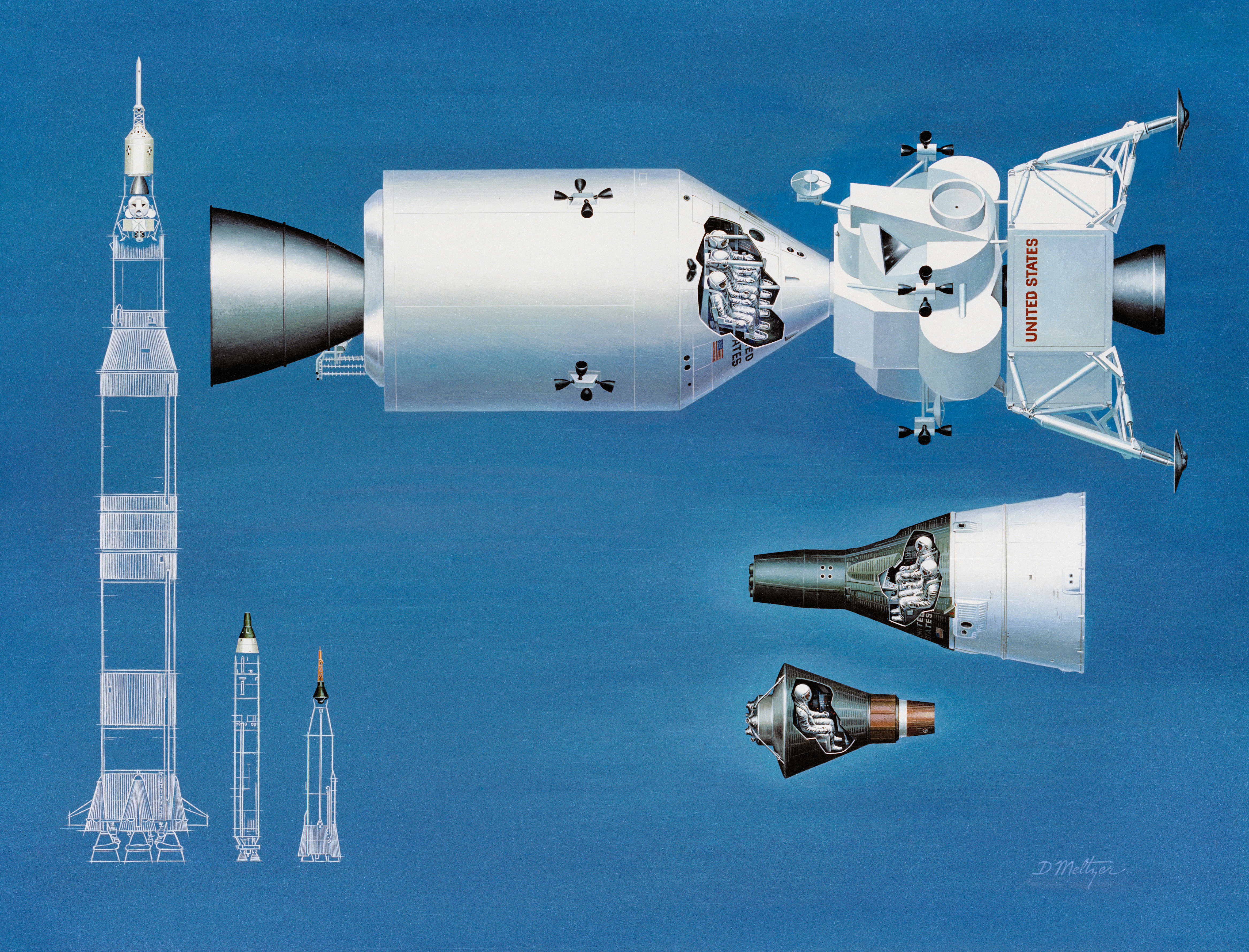
Nahoře kosmická loď Apollo (vlevo servisní/velitelský, vpravo hranatý lunární modul) ve srovnání s menší lodí Gemini a malou Mercury. V odlišném měřítku jsou zobrazeny jejich nosné rakety: zleva Saturn V, Titan 2 (pro Gemini) a Atlas D (pro Mercury)

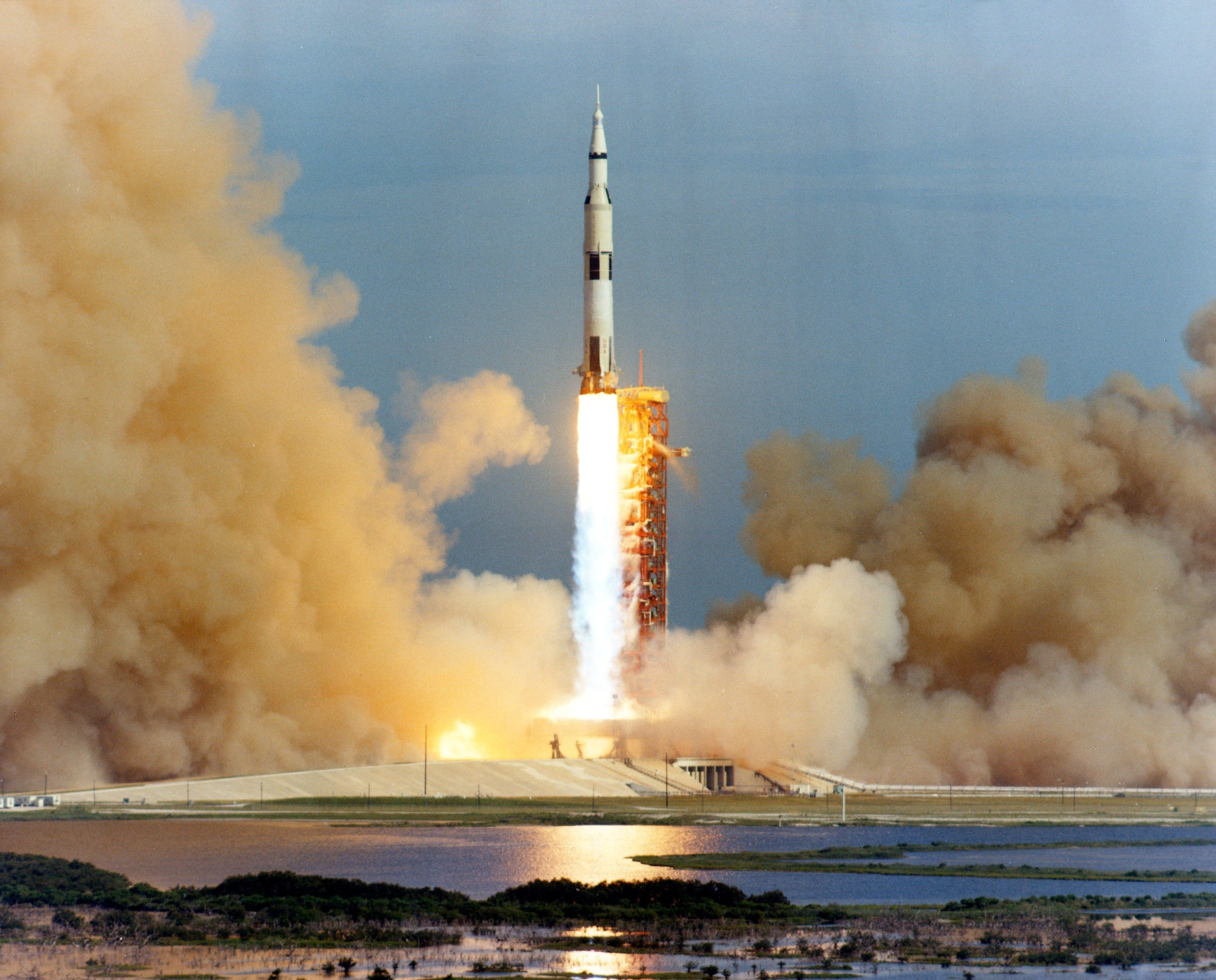
Start Saturnu V s lodí Apollo 15, 26. července 1971

Seznam kosmických letů programu Apollo zahrnuje pilotované i bezpilotní kosmické lety (tj. lety, při kterých bylo dosaženo výšky více než 100 km nad zemským povrchem) uskutečněné v rámci programu Apollo. Cílem amerického programu Apollo bylo uskutečnit přistání lidí na Měsíci a bezpečný návrat na Zemi. Program realizoval Národní úřad pro letectví a kosmonautiku (NASA) v letech 1961–1972. Před Apollem si v programu Gemini američtí astronauti vyzkoušeli spojování kosmických lodí, výstupy do vesmíru a dvoutýdenní pobyt ve vesmíru. Po Apollu Američané využili vyvinutou techniku v programech Skylab a Sojuz-Apollo.
V letech 1961–1966 proběhlo 13 bezpilotních letů programu Apollo. První stupeň rakety Saturn I byl vyzkoušen při čtyřech suborbitálních misích od října 1961 do března 1963. Následovalo šest orbitálních letů kompletního Saturnu I, pět z nich s maketami lodi Apollo, poslední proběhl v červenci 1965. Během roku 1966 třikrát vzlétla raketa Saturn IB, dvakrát s velitelským a servisním modulem lodě Apollo.
Na začátek roku 1967 byla plánována první pilotovaná mise – Apollo 1 – ale měsíc před startem posádka v lodi uhořela. Při cvičném odpočítávání vznikl v poškozeném kabelu elektrický oblouk a v atmosféře z čistého kyslíku a mírně zvýšeném tlaku se oheň rozšířil rychleji, než mohli astronauti otevřít loď. Po nezbytných úpravách lodi následovaly v listopadu 1967 – dubnu 1968 ještě tři bezpilotní lety (Apollo 4 až 6) a poté v říjnu 1968 první pilotovaný let – Apollo 7. Tři další pilotované mise, Apollo 8, 9 a 10, byly věnovány ověření funkčnosti lodi a vyzkoušení cesty k Měsíci. Následující let – Apollo 11 – byl vrcholem programu, když 20. července 1969 Neil Armstrong a Buzz Aldrin přistáli na Měsíci a 21. července vystoupili na jeho povrch. Přistání na Měsíci Američané ještě pětkrát zopakovali, pouze při misi Apollo 13 vybuchla během letu k Měsíci jedna z nádrží s kyslíkem, nicméně astronautům se podařilo bezpečně se vrátit na Zemi. Program skončil letem Apollo 17 v prosinci 1972.
Původně byly plánovány ještě tři lety, Apollo 18, 19 a 20, ale kvůli snížení rozpočtu NASA se už neuskutečnily. Mise Apollo 20 byla zrušena v lednu 1970. V září 1970 byly zrušeny další dva lety, a sice Apollo 15 a Apollo 19, přičemž zbylé (č. 16 a 17) byly přečíslovány na č. 15 a 16.
Rakety Saturn a lodě Apollo vyvinuté pro lety na Měsíc v programu Apollo využila NASA i ve dvou následných programech – Skylab a Sojuz-Apollo. V prvním z nich v letech 1973–1974 američtí astronauti v misích Skylab 2, 3 a 4 osídlili vesmírnou stanici Skylab. V druhém se roku 1975 s lodí Apollo doplněnou stykovým modulem setkali a spojili se sovětským Sojuzem 19.

## Seznam letů
CM, SM, LM je označení pro velitelský, servisní a lunární modul (Command, Service, Lunar Module) lodi Apollo. CSM je označení pro velitelský i servisní modul (Command/Service Module) Apolla.
| Název mise      | Datum startu       | Nosná raketa     | Užitečné zatížení                               | Popis letu | Ref.   |
| --------------- | ------------------ | ---------------- | ----------------------------------------------- | --- | ------ |
| SA-1            | 27. říjen 1961     | Saturn I SA-1    | Makety druhého a třetího stupně zaplněné vodou. | Suborbitální let. Test rakety Saturn I ve verzi Block I, ve které byl funkční pouze první stupeň, druhý a třetí stupeň zastupovaly makety naplněné vodou.                   | [ 3 ]  |
| SA-2            | 25. dubna 1962     | Saturn I SA-2    | Makety druhého a třetího stupně zaplněné vodou. | Suborbitální let. Test prvního stupně Saturnu I, ostatní pouze jako makety. Uskutečněn první z experimentů projektu Highwater (vynesená voda byla rozprášena do atmosféry). | [ 4 ]  |
| SA-3            | 16. listopadu 1962 | Saturn I SA-3    | Makety druhého a třetího stupně zaplněné vodou. | Suborbitální let. Test prvního stupně Saturnu I, ostatní pouze jako makety. Vynesená voda byla rozprášena do atmosféry v experimentu Highwater.                             | [ 5 ]  |
| SA-4            | 28. března 1963    | Saturn I SA-4    | –                                               | Suborbitální let. Test prvního stupně Saturnu I, ostatní pouze jako makety, test výpadku motoru, poslední let verze Block I.                                                | [ 6 ]  |
| SA-5            | 29. ledna 1964     | Saturn I SA-5    | –                                               | První let Saturnu I ve verzi Block II, tedy s funkčním druhým stupněm, první orbitální mise.                                                                                | [ 7 ]  |
| A-101           | 28. května 1964    | Saturn I SA-6    | Maketa lodi Apollo                              | První test makety kosmické lodi Apollo. | [ 8 ]  |
| A-102           | 18. září 1964      | Saturn I SA-7    | Maketa lodi Apollo                              | Druhý test makety kosmické lodi Apollo. | [ 9 ]  |
| A-103/Pegasus 1 | 16. února 1965     | Saturn I SA-9    | Maketa lodi Apollo, satelit Pegasus             | Další let s maketou lodi Apollo. Vypuštění prvního satelitu Pegasus. | [ 10 ] |
| A-104/Pegasus 2 | 25. května 1965    | Saturn I SA-8    | Maketa lodi Apollo, satelit Pegasus             | Test makety kosmické lodi Apollo, vypuštění druhého satelitu Pegasus. | [ 11 ] |
| A-105/Pegasus 3 | 30. července 1965  | Saturn I SA-10   | Maketa lodi Apollo, satelit Pegasus             | Test makety kosmické lodi Apollo, vypuštění třetího satelitu Pegasus. | [ 12 ] |
| AS-201          | 26. února 1966     | Saturn IB AS-201 | Apollo CSM-009                                  | Suborbitální test lodi Apollo, první let rakety Saturn IB. | [ 13 ] |
| AS-203          | 5. července 1966   | Saturn IB AS-203 | –                                               | Druhý testovací let rakety Saturn IB. Test druhého stupně rakety, celkem čtyři oběhy kolem Země.                                                                            | [ 14 ] |
| AS-202          | 25. srpna 1966     | Saturn IB AS-202 | Apollo CSM-011                                  | Suborbitální let lodi Apollo, test motorů servisního modulu. | [ 15 ] |

| Znak mise          | Název mise | Posádka                                     | Start | Nosná raketa     | Výr. čísla modulů lodi Apollo | Popis letu | Ref.         |
| ------------------ | ---------- | ------------------------------------------- | ----- | ---------------- | ----------------------------- | --- | ------------ |
| Znak mise Apollo 1 | Apollo 1   | Virgil Grissom, Edward White, Roger Chaffee | –     | Saturn IB AS-204 | CSM-012                       | Start plánován na 21. února 1967. Při předletovém testu 27. ledna 1967 závada na elektroinstalaci velitelského modulu způsobila požár, který se v atmosféře z čistého kyslíku rychle rozšířil. Modul shořel i s posádkou. | [ 1 ] [ 16 ] |

Mezera v číslování letů – vynechání Apolla 2 a 3 – vznikla takto: Astronauti navrhovali označení Apollo 1 už pro let AS-201, ale vedení NASA je ponechalo pro první pilotovanou misi. Po požáru Apolla 1 NASA souhlasila s žádostí vdov, aby označení Apollo 1 znovu nebylo použito. V březnu 1967 manažer NASA George Mueller navrhl, aby mise AS-201, AS-202 a AS-203 byly přejmenovány na Apollo 1A, 2 a 3. Následující bezpilotní mise byla proto pojmenována Apollo 4, avšak k navrženému zpětnému přejmenování proběhlých letů nedošlo z dnes už nejasných důvodů.
| Název mise | Datum startu      | Nosná raketa     | Užitečné zatížení                        | Popis letu | Ref.   |
| ---------- | ----------------- | ---------------- | ---------------------------------------- | --- | ------ |
| Apollo 4   | 9. listopadu 1967 | Saturn V AS-501  | CM-017, SM-017 a maketa lunárního modulu | První start Saturnu V, test tepelného štítu Apolla, loď úspěšně přistála. | [ 18 ] |
| Apollo 5   | 22. ledna 1968    | Saturn IB AS-204 | LM-1                                     | Test lunárního modulu na oběžné dráze Země. Použitá raketa byla původně určena pro misi Apollo 1. | [ 19 ] |
| Apollo 6   | 4. dubna 1968     | Saturn V AS-502  | CM-020, SM-014 a maketa lunárního modulu | Druhá zkouška Saturnu V, předčasné vypnutí motorů 2. stupně a neúspěch restartu 3. stupně. Apollo se proto nepodařilo urychlit na plánovanou (2. kosmickou) rychlost. Přistávací manévr proběhl už bez potíží. | [ 21 ] |

| Znak mise           | Název mise | Posádka                                          | Start              | Nosná raketa     | Výr. čísla modulů lodi Apollo | Popis letu | Ref.                 |
| ------------------- | ---------- | ------------------------------------------------ | ------------------ | ---------------- | ----------------------------- | --- | -------------------- |
| Znak mise Apollo 7  | Apollo 7   | Wally Schirra, Donn Eisele, Walter Cunningham    | 11. října 1968     | Saturn IB AS-205 | CSM-101                       | Jedenáctidenní let na oběžné dráze Země. Poslední start ze startovacího komplexu 34. | [ 22 ] [ 23 ]        |
| Znak mise Apollo 8  | Apollo 8   | Frank Borman, Jim Lovell, William Anders         | 21. prosince 1968  | Saturn V AS-503  | CSM-103                       | První let k Měsíci, 24.–25. prosince na oběžné dráze Měsíce (10 oběhů). | [ 24 ] [ 25 ]        |
| Znak mise Apollo 9  | Apollo 9   | James McDivitt, David Scott, Russell Schweickart | 3. března 1969     | Saturn V AS-504  | CSM-104, LM-3                 | Devítidenní let. Zkoušky lunárního modulu na oběžné dráze Země, při výstupu do vesmíru otestovány skafandry. | [ 26 ] [ 27 ]        |
| Znak mise Apollo 10 | Apollo 10  | Thomas Stafford, John Young, Eugene Cernan       | 18. května 1969    | Saturn V AS-505  | CSM-106, LM-4                 | Poslední zkouška před přistáním na Měsíci. Astronauti v lunárním modulu sestoupili na 15 km nad povrch Měsíce. | [ 28 ] [ 29 ]        |
| Znak mise Apollo 11 | Apollo 11  | Neil Armstrong, Michael Collins, Buzz Aldrin     | 16. července 1969  | Saturn V AS-506  | CSM-107, LM-5                 | Neil Armstrong a Buzz Aldrin 20. července 1969 jako první lidé přistáli na Měsíci, druhý den vystoupili na povrch Měsíce. Na Zemi přivezli 21,55 kg měsíčních hornin. | [ 30 ] [ 31 ] [ 32 ] |
| Znak mise Apollo 12 | Apollo 12  | Charles Conrad, Richard Gordon, Alan Bean        | 19. listopadu 1969 | Saturn V AS-507  | CSM-108, LM-6                 | Druhé přistání na Měsíci (Charles Conrad a Alan Bean), dva výstupy na povrch Měsíce, astronauti přivezli na Zemi části sondy Surveyor 3 a 34,35 kg měsíčních hornin. | [ 33 ] [ 34 ] [ 35 ] |
| Znak mise Apollo 13 | Apollo 13  | Jim Lovell, John Swigert, Fred Haise             | 11. dubna 1970     | Saturn V AS-508  | CSM-109, LM-7                 | Plánováno třetí přistání na Měsíci. Na cestě k Měsíci však vybuchla jedna z nádrží s kyslíkem a vážně poškodila servisní modul lodi. Přesto se posádce po obletu Měsíce podařilo vrátit na Zemi.                                                                          | [ 36 ] [ 37 ] [ 38 ] |
| Znak mise Apollo 14 | Apollo 14  | Alan Shepard, Stuart Roosa, Edgar Mitchell       | 31. ledna 1971     | Saturn V AS-509  | CSM-110, LM-8                 | Třetí přistání na Měsíci (Alan Shepard a Edgar Mitchell), dva výstupy na povrch Měsíce. Astronauti zpátky přivezli 42,28 kg měsíčních hornin. | [ 39 ] [ 40 ] [ 41 ] |
| Znak mise Apollo 15 | Apollo 15  | David Scott, Alfred Worden, James Irwin          | 26. července 1971  | Saturn V AS-510  | CSM-112, LM-10                | Čtvrté přistání na Měsíci (David Scott a James Irwin). První mise řady „J“, pobyt na Měsíci prodloužen na tři dny, astronauti třikrát vystoupili na povrch Měsíce, měli k dispozici Lunar Rover. Na Zemi přivezli 77,31 kg měsíčních hornin.                              | [ 42 ] [ 43 ] [ 44 ] |
| Znak mise Apollo 16 | Apollo 16  | John Young, Thomas Mattingly, Charles Duke       | 16. dubna 1972     | Saturn V AS-511  | CSM-113, LM-11                | Páté přistání na Měsíci (John Young a Charles Duke). Třídenní pobyt na Měsíci, astronauti třikrát vystoupili na povrch Měsíce, měli k dispozici Lunar Rover. Na Zemi přivezli 95,71 kg měsíčních hornin.                                                                  | [ 45 ] [ 46 ] [ 47 ] |
| Znak mise Apollo 17 | Apollo 17  | Eugene Cernan, Ronald Evans, Harrison Schmitt    | 7. prosince 1972   | Saturn V AS-512  | CSM-114, LM-12                | Šesté a poslední přistání na Měsíci (Eugene Cernan a geolog Harrison Schmitt, jediný profesionální vědec na Měsíci). Třídenní pobyt na Měsíci, astronauti třikrát vystoupili na povrch Měsíce, měli k dispozici Lunar Rover. Na Zemi přivezli 110,52 kg měsíčních hornin. | [ 48 ] [ 49 ] [ 50 ] |

## Další využití lodí Apollo
| Znak mise | Název mise | Posádka                                    | Start              | Nosná raketa     | Výr. čísla modulů lodi Apollo | Popis letu                                  | Ref. |
| --------- | ---------- | ------------------------------------------ | ------------------ | ---------------- | ----------------------------- | ------------------------------------------- | ---- |
|           | Skylab 1   | -                                          | 14. května 1973    | Saturn V AS-205  | -                             | Vynesení stanice Skylab na oběžnou dráhu    |      |
|           | Skylab 2   | Charles Conrad, Paul Weitz, Joseph Kerwin  | 25. května 1973    | Saturn IB SA-206 | CSM-116                       | První mise na stanici Skylab                |      |
|           | Skylab 3   | Alan Bean, Owen Garriott, Jack Lousma      | 28. července 1973  | Saturn IB SA-207 | CSM-117                       | Druhá mise na stanici Skylab                |      |
|           | Skylab 4   | Gerald Carr, William Pogue, Edward Gibson, | 16. listopadu 1973 | Saturn IB SA-208 | CSM-118                       | Třetí mise na stanici Skylab                |      |
|           | Skylab 5   | Vance Brand, William B. Lenoir, Don Lind   | -                  | Saturn IB SA-209 | CSM-119                       | Neuskutečněná čtvrtá mise na stanici Skylab |      |
|           | ASTP       | Alan Bean, Ronald Evans , Jack Lousma      | 15. července 1975  | Saturn IB SA-210 | CSM-111                       | Společný let USA a SSSR                     |      |